# Ґай (гміна Ольштинек)
Ґай (пол. Gaj, нім. Neuhain) — село в Польщі, у гміні Ольштинек Ольштинського повіту Вармінсько-Мазурського воєводства.
Населення — 148 осіб (2011).

## Демографія
Демографічна структура станом на 31 березня 2011 року:
|          | Загалом | Допрацездатний вік | Працездатний вік | Постпрацездатний вік |
| -------- | ------- | ------------------ | ---------------- | -------------------- |
| Чоловіки | 75      | 12                 | 56               | 7                    |
| Жінки    | 73      | 20                 | 43               | 10                   |
| Разом    | 148     | 32                 | 99               | 17                   |